# Г17+
Г17+ (серб. Г17 плус) — правоцентристская (либерально-консервативная) политическая партия в Сербии, существовавшая в 2002—2013 годах.
В 1997 году группа из 17 либеральных экономистов при поддержке Национального фонда демократии основала неправительственную организацию, названную Г17, которая 16 декабря 2002 года легла в основу новой политической партии. На парламентских выборах 2003 года партия получила 11,46 % голосов и провела 34	депутата (включая трёх депутатов от Социал-демократической партии Сербии, выступивших на выборах единым блоком с Г17+) в Скупщину. На выборах 2007 года Г17+ получила 6,82 % голосов и 19 мест в Скупщине. По итогам переговоров партия вошла в состав правящей коалиции под руководством Воислава Коштуницы, получив 4 министерских портфеля. На выборах 2008 года партия выступила единым блоком «За Европейскую Сербию» вместе с Демократической партией. В правительстве Мирко Цветковича Младжан Динкич стал министром экономики, Нейбойша Брадич — министром культуры, Ясна Матич — министром телекоммуникаций, Томица Милосавлевич — министром здравоохранения, Снежана Самарджич-Маркович — министром по делам молодёжи и спорта, Верица Каланович — министром по делам национального инвестиционного плана.
Своей главной целью партия видит вступление Сербии в Евросоюз. Председатель партии — Младжан Динкич.